# Liste des divinités de la mythologie grecque
Vous pouvez aider à l'améliorer ou bien discuter des problèmes sur sa page de discussion.
- Le fond est à vérifier. Si vous venez d’apposer le bandeau, merci d’indiquer ici les points à vérifier. (Marqué depuis juin 2024)
- Il peut contenir un travail inédit ou des déclarations non vérifiées. Vous pouvez l’améliorer en ajoutant des références. (Marqué depuis mai 2025)

Vous pouvez aider à l'améliorer ou bien discuter des problèmes sur sa page de discussion.
- Il ne cite pas suffisamment ses sources. Vous pouvez indiquer les passages à sourcer avec {{référence nécessaire}} ou {{Référence souhaitée}}, et inclure les références utiles en les liant aux notes de bas de page. (Marqué depuis janvier 2019)
- Il a besoin d'un nouveau plan. (Marqué depuis juin 2024)

- Archive Wikiwix
- Bing
- Cairn
- DuckDuckGo
- E. Universalis
- Gallica
- Google
- G. Books
- G. News
- G. Scholar
- Persée
- Qwant
- (zh) Baidu
- (ru) Yandex
- (wd) trouver des œuvres sur Wikidata

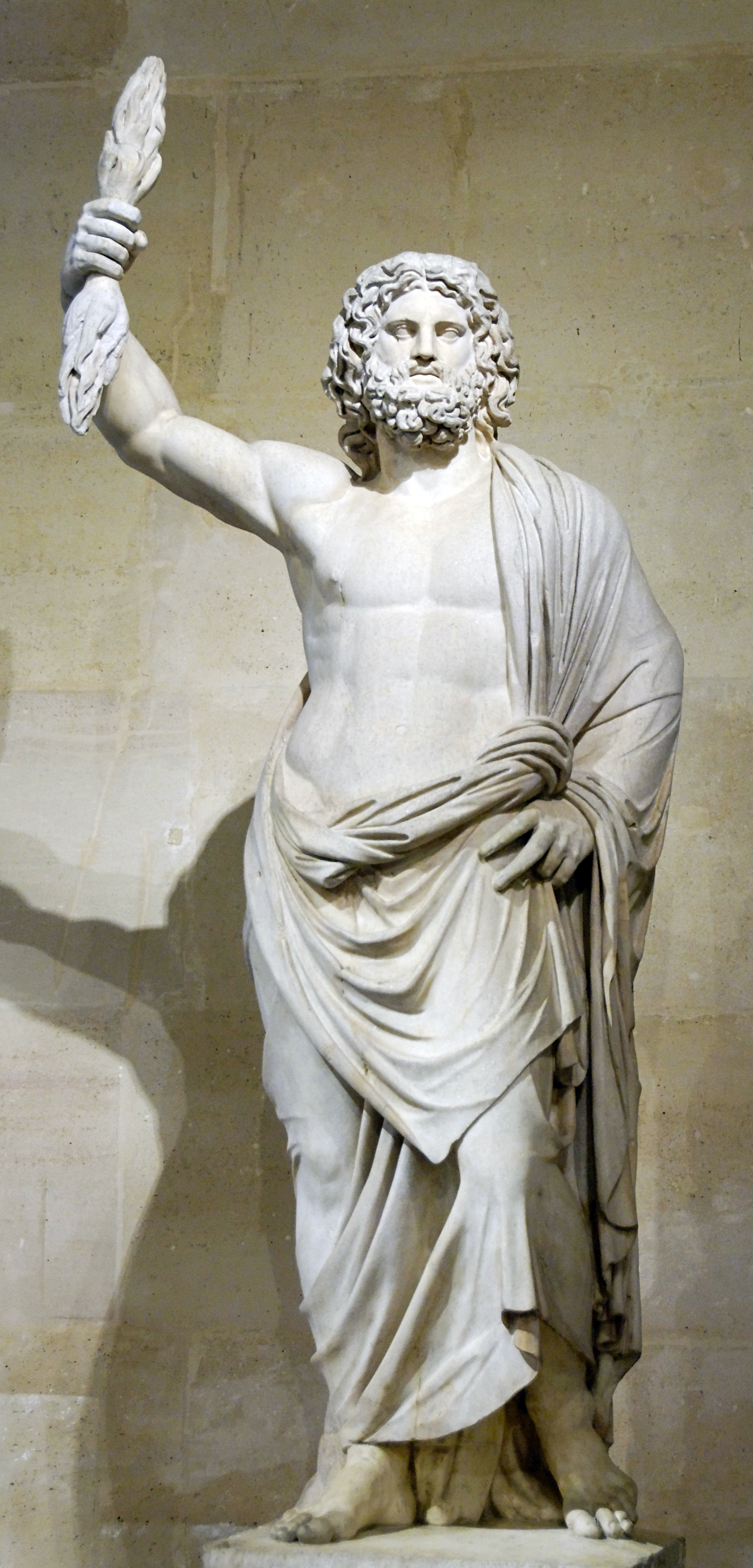
Statue de Zeus au Musée du Louvre, Paris.

Cet article recense les divinités de la mythologie grecque.

## Divinités par catégories

### Divinités olympiennes(Ὀλύμπιοι/Olúmpioi, ouΔωδεκάθεον/Dōdekátheon)
- Aphrodite (Ἀφροδίτη / Aphrodítē ; correspondant à la Vénus latine) : déesse de l'amour, de la beauté[1], de la séduction, des plaisirs et de la sexualité[2]. Certains auteurs, comme Hésiode, disent qu'Aphrodite est née du liquide séminal d'Ouranos (le Ciel) qui féconda la mer lorsque ses glandes génitales tombèrent dans l'eau. Hésiode interprète alors le nom d'Aphrodite comme signifiant « née de l'écume » ; mais d'autres, comme Homère, prétendent qu'elle est la fille de Zeus, le roi des dieux, et de la Titanide Dioné. Elle est l'épouse du plus laid des dieux Héphaïstos, elle est la maîtresse du dieu de la guerre Arès ainsi que la mère du dieu de l'amour Éros.
- Apollon (Ἀπόλλων / Apóllōn ; correspondant au Phébus latin, du grec Φοῖβος / Phoíbos) : dieu de la lumière, du soleil, de la musique, des arts, des soins, de la guérison et de la médecine, des prophéties, de la poésie, de la pureté, des sports et de la beauté. Il est le fils de Zeus, le roi des dieux et de la titanide Léto ainsi que le frère jumeau d'Artémis et le père du dieu de la médecine Asclépios[3].
- Arès (Ἄρης / Árēs ; correspondant au Mars latin) : dieu de la guerre sanglante, de la violence et de la destruction. Il est le fils de Zeus, le roi des dieux et de son épouse Héra ainsi que le frère d'Héphaïstos, d'Hébé et d'Ilithyie. Il est l'amant de la déesse de l'amour Aphrodite[4].
- Artémis (Ἄρτεμις / Ártemis ; correspondant à la Diane latine) : déesse de la chasse, des étendues sauvages, des animaux, des jeunes filles (mais plus généralement des jeunes enfants). Associée plus tardivement à la Lune, elle est la fille de Zeus, le roi des dieux, et de la titanide Léto, ainsi que la sœur jumelle d'Apollon[5]. Elle est l'une des trois déesses vierges avec Hestia et Athéna.
- Athéna (Ἀθηνᾶ / Athēnâ ; correspondant à la Minerve latine) : déesse de l'intelligence, de l'habileté, de la stratégie guerrière, de l'artisanat et de la sagesse, et protectrice d'Athènes. Associée à l'art du tissage, elle est la fille de Zeus, le roi des dieux, et de la titanide Métis, sa première épouse. Elle est l'une des trois déesses vierges avec Hestia et Artémis[6].
- Déméter (Δημήτηρ / Dēmḗtēr ; correspondant à la Cérès latine) : déesse des céréales, de l'agriculture, de la moisson, de la fertilité, de la croissance et des aliments. Elle est la fille des Titans Cronos et Rhéa ainsi que la sœur d'Hadès, d'Héra, d'Hestia, de Poséidon et de Zeus et la mère de la déesse des enfers Perséphone[7].
- Dionysos (Διόνυσος / Diónusos ; correspondant au Bacchus latin, du grec Βάκχος / Bákkhos) : dieu de la vigne, du vin et de ses excès, des fêtes, de la folie, de l'ivresse, du théâtre, de l'extase, des excès, de la démesure, des orgies avinées et de la végétation sauvage. Il est le fils de Zeus, le roi des dieux et de Sémélé, une princesse mortelle ainsi que l'époux d'Ariane, la princesse de Crète[8].
- Hadès (Ἅιδης / Háidēs ou ᾍδης / Háidēs ; correspondant au Pluton latin, du grec Πλούτων / Ploútōn) : roi du monde souterrain et des morts et dieu de la richesse cachée de la terre. Il est le fils des Titans Cronos et Rhéa ainsi que le frère de Déméter, d'Héra, d'Hestia, de Poséidon et de Zeus. Il est l'époux de sa nièce Perséphone[9].
- Héphaïstos (Ἥφαιστος / Hḗphaistos ; correspondant au Vulcain latin) : dieu difforme du feu, des forgerons, du travail du métal, des artisans et des volcans. Il est le fils de Zeus, le roi des dieux et de son épouse Héra, il est le frère d'Arès, d'Hébé et d'Ilithyie. Il est l'époux de la déesse de l'amour Aphrodite[10].
- Héra (Ἥρα / Hḗra ; correspondant à la Junon latine) : reine des cieux, déesse de l'air, des constellations, du mariage, de la fidélité, des femmes, des familles, de l'accouchement, des rois et des empires. Elle est la fille des Titans Cronos et Rhéa ainsi que la sœur de Déméter, d'Hadès, d'Hestia, de Poséidon et de Zeus, dont elle est également l'épouse[11].
- Hermès (Ἑρμῆς / Hermês ; correspondant au Mercure latin) : dieu des troupeaux, des routes, des bornes frontières, du voyage, des communications, du commerce, des voleurs, de la ruse, de la langue, de l'écriture, de la diplomatie, messager des dieux. Il est le fils de Zeus, le roi des dieux et de la nymphe Maïa[12], une pléiade, ainsi que l'époux (selon certains auteurs) de la déesse de la persuasion Péitho. Il a également aidé son père (avec l'aide de Héphaistos) à vaincre une créature de la déesse Gaia lors de la guerre des dieux contre les titans.
- Hestia (Ἑστία / Hestía ; correspondant à la Vesta latine) : déesse du foyer, de la maison et de la chasteté ; préside à la fabrication du pain. Elle est la fille des Titans Cronos et Rhéa ainsi que la sœur aînée de Déméter, d'Hadès, d'Héra, de Poséidon et de Zeus. Elle est l'une des trois déesses vierges avec Athéna et Artémis[13].
- Poséidon (Ποσειδῶν / Poseidôn ; correspondant au Neptune latin) : dieu de la mer, des navigateurs, des inondations, des tremblements de terre et des séismes, créateur des chevaux, roi de la mer et des dieux marins. Il est le fils des Titans Cronos et Rhéa ainsi que le frère de Déméter, d'Hadès, d'Héra, d'Hestia et de Zeus et l'époux de la Néréide Amphitrite[14].
- Zeus (Ζεύς / Zeús ; correspondant au Jupiter latin) : roi des dieux, dieu du ciel, des nuages, de la pluie, du tonnerre, des éclairs et de la foudre. Il est le fils des Titans Cronos et Rhéa ainsi que le frère de Déméter, d'Hadès, de Poséidon, d'Hestia et d'Héra dont il est également l'époux[15].

### Divinités primordiales ouProtogonos(Πρωτογόνος/Prōtogónos)
- Ananké (Ἀνάγκη / Anánkē ; correspondant à la Necessitas latine) : déesse de l'inévitable, de la compulsion et de la nécessité. Elle est née de Gaïa et Ouranos et est la deuxième épouse du dieu du temps Chronos. Elle est chargée par Rhéa de protéger Zeus de son père, Cronos[16].
- Chaos (Χάος / Kháos) : Vide d'où tout le reste provient, entité primordiale, la première à être apparue[17].
- Chronos (Χρόνος / Khrónos) : personnification du temps des traditions orphiques. Né de Gaïa et Ouranos, il est l'époux de la déesse de la nécessité Ananké[18].
- Éon (Αἰών / Aiṓn ; correspondant à l'Aevum latin) : dieu de l'éternité, lié au temps et au zodiaque, dans les cultes à mystères des religions hellénistiques[réf. nécessaire].
- Érèbe (Ἔρεβος / Érebos) : dieu primordial des ténèbres, surgit du Chaos. Époux de Nyx et père d'Héméra et Éther[19].
- Éros (Ἔρως / Érōs ; correspondant au Cupidon latin) : dieu de l'amour et de l'acte sexuel ; surgit de Chaos, ou fils d'Aphrodite et de Arès (origine variant d'un texte à l'autre, les deux Éros parfois vus comme distincts)[20].
- Éther (Αἰθήρ / Aithḗr) : dieu de l'air et de la lumière céleste, fils de Nyx et d'Érèbe et frère d'Héméra.
- Gaïa (Γαῖα / Gaîa ; correspondant à la Tellus latine) : déesse primordiale de la terre ; elle surgit du Chaos originel, elle est la personnification de la terre, mère des Titans et des Géants, ainsi que des Hécatonchires et des premiers Cyclopes.[21]
- Héméra (Ἡμέρα / Hēméra) : déesse de la lumière terrestre du jour et du soleil, fille de Nyx et d'Érèbe, sœur d'Éther.
- Hypnos (Ὕπνος / Húpnos ; correspondant au Somnus latin) : dieu du sommeil, fils de Nyx, frère de Thanatos et Moros[22].
- Moros (Μόρος / Móros ; correspondant au Fatum latin) ou Oléthros (Ὄλεθρος / Ólethros) : dieu du destin fatal, de la fatalité, ou de la mort brutale ; fils de Nyx, frère de Hypnos et de Thanatos.
- Nèsoi (Νῆσοι / Nêsoi) : déesses des îles et de la mer.
- Nyx (Νύξ / Núx ; correspondant à la Nox latine) : déesse primordiale de la nuit, première à surgir du Chaos primordial.
- Ouranos (Οὐρανός / Ouranós ; correspondant au Cœlus latin, devenu Uranus) : dieu primordial des cieux, père des Titans. Fils et mari de Gaïa.
- Ouréa (Οὔρεα / Oúrea) : dieux des montagnes.
- Phanès (Φάνης / Phánēs) : dieu de la procréation dans la tradition orphique.
- Pontos (Πόντος / Póntos) : dieu primordial de la mer, père des poissons et des autres créatures marines. Fils de Gaïa.
- Tartare (Τάρταρος / Tártaros) : dieu primordial de la partie la plus sombre et la plus profonde des enfers, puits sombre de l'hadès : le Tartare. Père de Typhon.
- Thalassa (Θάλασσα / Thálassa, correspondant à la Mare latine) : esprit primordial de la mer, épouse de Pontos.
- Thanatos (Θάνατος / Thánatos ; correspondant au Mors latin) : dieu de la mort naturelle et de la mortalité, ministre de l'hadès ; frère de Hypnos et de Moros. Fils de Nyx.

### Titans

#### Les douzeTitans, enfants d'Ouranoset deGaïa
- Céos (Κοῖος / Koîos) : Titan de l'intellect, des constellations et de l'axe du ciel autour duquel les constellations tournent ; frère et époux de Phébé, père de Léto et d'Astéria.
- Crios (Κρεῖος / Kreîos) : Titan de l'astronomie, le moins individualisé des douze Titans, époux d'Eurybie, et père d'Astréos, Pallas et Persès.
- Cronos (Κρόνος / Krónos ; correspondant au Saturne latin) : roi destitué des Titans, frère et époux de Rhéa, père de Zeus, de Poséidon, d'Hadès, d'Héra, de Déméter et d'Hestia[23].
- Hypérion (Ὑπερίων / Huperíōn) : Titan de la lumière ; frère et époux de Théia, père d'Hélios (le Soleil), de Séléné (la Lune) et d'Éos (l'Aurore)[24].
- Japet (Ἰαπετός / Iapetós) : Titan de la mortalité et de l'Ouest ; époux de Clymène, père de Prométhée, Épiméthée, Ménétios et Atlas.
- Mnémosyne (Μνημοσύνη / Mnēmosúnē ; correspondant à la Moneta latine) : Titanide de la mémoire et du souvenir ; amante de Zeus, mère des Muses.
- Océan (Ὠκεανός / Ōkeanós) : Titan des fleuves, de la mer et des océans, dieu du fleuve Océan. Frère et époux de Téthys, père des 3 000 Fleuves et des 3 000 Océanides
- Phébé (Φοίβη / Phoíbē) : Titanide de l'intellect et des prophéties, sœur et épouse de Céos ; mère de Léto et d'Astéria.
- Rhéa (Ῥέα / Rhéa) : Titanide de la fertilité, de la maternité et des animaux, reine des montagnes sauvages ; sœur et première épouse de Cronos et mère de Zeus, Hadès, Poséidon, Héra, Déméter et Hestia.
- Téthys (Τηθύς / Tēthús) : Titanide de l'eau, des rivières et des sources, sœur et épouse d'Océan ; mère des 3 000 Fleuves et des 3 000 Océanides, des cours d'eau, des sources, des fontaines et des nuages
- Théia (Θεία / Theía) : Titanide de la vue et de la lumière brillante du ciel bleu ; sœur et épouse d'Hypérion, mère d'Hélios, de Séléné et d'Éos.
- Thémis (Θέμις / Thémis ; correspondant à la Justice (Justitia) latine) : Titanide de l'ordre, de la loi et de la justice[20], deuxième épouse de Zeus, mère des Moires, des Heures et d'Astrée[25].

#### Autres Titans
- Anchiale (Ἀγχιάλη / Ankhiálē) : Titanide de la chaleur du feu, sœur de Prométhée
- Asia (Ἀσία / Asía) ou Clymène (Κλυμένη / Kluménē) : Titanide du renom, de la gloire et de l'infamie ; femme de Japet.
- Astéria (Ἀστερία / Astería) : Titanide des oracles nocturnes et des étoiles filantes.
- Astréos (Ἀστραῖος / Astraîos) : Titan, dieu du crépuscule, des étoiles, des planètes et de l'astrologie
- Atlas (Ἄτλας / Átlas) : Titan contraint par Zeus de porter le ciel sur ses épaules, fils de Japet.
- Aura (Αὖρα / Aûra) : Titanide déesse de la brise et de l'air frais du petit matin.
- Dioné (Διώνη / Diṓnē) : Titanide de l'oracle de Dodone.
- Éos (Ἠώς / Ēṓs ; correspondant à l'Aurore latine) : Titanide, déesse de l'aurore, fille d'Hypérion.
- Épiméthée (Ἐπιμηθεύς / Epimētheús) : Titan des pensées après coup, père des excuses. Frère de Prométhée le prévoyant, son opposé.
- Eurybie (Εὐρυβία / Eurubía) : Titanide de la maîtrise des mers, épouse de Crios.
- Eurynomé (Εὐρυνόμη / Eurunómē) : Titanide des prairies et des pâturages, mère des trois Charites.
- Hécatéros (Ἑκάτερος / Hekáteros) : Titan, dieu de la danse rustique du même nom, l'hécatéris, danse utilisant rapidement les mains, ou peut-être de l'habileté des mains en général
- Hélios (Ἥλιος / Hḗlios ; correspondant au Sol latin) : Titan, dieu du soleil et gardien des serments
- Lélantos (Λήλαντος / Lḗlantos) : Titan de l'air et de la traque ; fils d'Ouranos et demi-cousin des géants, avec Cronos ils tenteront de prendre la place de son père mais échoueront.
- Léto (Λητώ / Lētṓ ; correspondant à la Latone latine) : Titanide de la maternité ; mère d'Artémis et d'Apollon.
- Ménétios (Μενοίτιος / Menoítios) : Titan de la colère violente, de l'action brusque et de la mortalité humaine.
- Métis (Μῆτις / Mêtis) : Titanide du bon conseil, des avis, de la préparation, de la ruse et de la sagesse ; mère d'Athéna.
- Ophion (Ὀφίων / Ophíōn) : dans certaines versions du mythe, il règne sur la Terre avec Eurynomé avant que Cronos ne le renverse ; une autre version le décrit comme un serpent né de l'Œuf du monde.
- Pallas (Πάλλας / Pállas) : Titan de l'art de la guerre.
- Persès (Πέρσης / Pérsēs) : Titan de la destruction et de la paix.
- Prométhée (Προμηθεύς / Promētheús) : Titan de la préméditation et du conseil avisé, et de la prévoyance. Donateur du feu divin aux Hommes. Aussi appelé « Le bon Titan ».
- Séléné (Σελήνη / Selḗnē ; correspondant à la Luna latine) : Titanide, déesse de la lune, fille d'Hypérion et sœur d'Hélios, le Soleil.
- Styx (Στύξ / Stúx) : Océanide et Titanide de la rivière Styx, personnification de la haine.

### Monstres

#### LesGéants(Γίγαντες/Gígantes)
Tous les géants sont immortels sauf si ces derniers sont tués par un demi-dieu et un dieu.
- Agrios (Ἄγριος / Ágrios) : Géant thrace mangeur d'homme, mi-homme, mi-ours.
- Alcyonée (Ἀλκυονεύς / Alkuoneús) : aîné des géants de Thrace, tué par Héraclès.
- Les Aloades (Ἀλῳάδαι / Alōiádai) : Géants jumeaux ayant tenté de prendre d'assaut les cieux :
  - Otos (Ὦτος / Ôtos)
  - Éphialtès (Ἐφιάλτης / Ephiáltēs)
- Antée (Ἀνταῖος / Antaîos) : Géant libyen défiant à la lutte jusqu'à la mort tous les visiteurs, tué par Héraclès
- Argos Panoptès (Ἄργος Πανόπτης / Árgos Panóptēs) : Géant aux cent yeux, gardant Io
- Encelade (Ἐγκέλαδος / Enkélados) : Géant thrace
- Les Gêgènes (Γηγενέες / Gēgenées) : tribu de Géants à six bras combattue par les Argonautes en Mysie
- Géryon (Γηρυών / Gēruṓn) : Géant à trois corps et quatre ailes, habitant l'île rouge d'Érythée
- Les Lestrygons (Λαιστρυγόνες / Laistrugónes) : tribu de Géants anthropophages rencontrée par Ulysse
  - Antiphatès (Ἀντιφάτης / Antiphátēs) : roi des Lestrygons
- Orion (Ὠρίων / Ōríōn) : chasseur placé par Zeus dans les cieux pour former la constellation d'Orion
- Porphyrion (Πορφυρίων / Porphuríōn) : roi des géants de Thrace
- Talos (Τάλως / Tálōs) : Géant forgé en bronze par Héphaïstos pour Zeus afin de servir de protecteur personnel pour Europe
- Tityos (Τίτυος / Títuos) : Géant tué par Apollon et Artémis après une tentative de viol de leur mère Léto
- Typhon (Τυφῶν / Tuphôn) : Géant de l'orage immortel ayant tenté de lancer un assaut sur le mont Olympe et emprisonné dans le Tartare
- Alpos (Ἄλπος / Álpos) : monstre géant avec cent têtes de vipère qui sème le désordre dans les étoiles, il est tué par Dionysos avec du lierre.
- Damasène (Δαμασήν / Damasḗn) : guerrier géant fils de Gaïa. Il est né avec une lance et un bouclier, il combat le dragon qui massacre les Lydiens et le tue.
- Damysos (Δάμυσος / Dámusos) : le plus rapide des géants dont l'os de la cheville a servi de prothèse à Achille.

#### LesCyclopes(Κύκλωψ/Kúklōps), monstres à un seul œil
- Les Cyclopes ouraniens : forgerons du  foudre de Zeus, du trident de Poséidon et du casque d'Hadès :
  - Argès (Ἄργης / Árgēs) (Argillos)
  - Brontès (Βρόντης / Bróntēs)
  - Steropès (Στερόπης / Sterópēs)
- Les Cyclopes pasteurs : géants anthropophages, bergers sur une île de Sicile :
  - Polyphème (Πολύφημος / Polúphēmos) : capture brièvement Ulysse et ses hommes, avant qu'ils ne lui crèvent son œil
- Autres Cyclopes : sept Cyclopes ont participé à la guerre d'Inde au côté de Dionysos contre Dériade :
  - Argès (Ἄργης / Árgēs) (Argillos)
  - Brontès (Βρόντης / Bróntēs)
  - Steropès (Στερόπης / Sterópēs)
  - Élatréus
  - Euryalos (Εὐρυάλος / Euruálos)
  - Trachios
  - Halimédès

#### LesHécatonchires(Ἑκατόγχειρες/Hekatónkheires) (Centimanesen latin)
Monstres des orages violents et des ouragans ; créés par la colère de Gaïa, chacun avec son caractère propre :
- Briarée (Βριάρεως / Briáreōs) ou Égéon (Αἰγαίων / Aigaíōn) : le vigoureux, dieu des tempêtes marines violentes, allié des titans ou des olympiens suivant les versions
- Cottos (Κόττος / Kóttos) : le furieux
- Gygès (Γύγης / Gúgēs) : aux grands membres

### Demi-dieux et mortels divinisés
- Achille (Ἀχιλλεύς / Akhilleús) : héros presque invincible. Il a combattu durant la guerre de Troie et fut considéré comme étant le plus grand guerrier de l'Illiade [27].
- Amphiaraos (Ἀμφιάραος / Amphiáraos) : héros de la guerre des Sept contre Thèbes, esprit oraculaire après sa mort
- Aristée (Ἀρισταῖος / Aristaîos) : héros de Thessalie, ses inventions l'ont immortalisé comme dieu de l'apiculture, de la fabrication du fromage, des troupeaux, de la culture des olives et de la chasse
- Asclépios (Ἀσκληπιός / Asklēpiós ; correspondant à l'Esculape latin) : médecin de Thessalie foudroyé par Zeus, par la suite rétabli par lui en le plaçant dans les cieux (constellation du Serpentaire ou Ophiuchus, traversé par le Soleil du 29 novembre au 18 décembre) ; dieu de la guérison
- Attis (Ἄττις / Áttis) : dieu de la végétation, époux de Cybèle
- Bolina (Βολίνα / Bolína) : femme mortelle transformée en nymphe immortelle par Apollon
- Les Dioscures (Διόσκουροι / Dióskouroi) :
  - Castor (Κάστωρ / Kástōr) : fils de Léda et de Tyndare
  - Pollux (Πολυδεύκης / Poludeúkēs) : fils de Léda et de Zeus
- Éaque (Αἰακός / Aiakós) : ancien roi d'Égine, juge des hommes d'Europe, devenu juge des Enfers après sa mort
- Endymion (Ἐνδυμίων / Endumíōn) : amant de Séléné, reçoit un sommeil éternel afin de ne pas vieillir ni mourir
- Éole (Αίολος / Aíolos) : dieu des vents, père d'Arcos, et désigné par Zeus pour être le régisseur des vents
- Ganymède (Γανυμήδης / Ganumḗdēs) : prince troyen, enlevé par Zeus et devenu échanson des dieux
- Glaucos (Γλαῦκος / Glaûkos) : pécheur, rendu immortel après avoir avalé une herbe magique
- Hémithée (Ἡμιθέα / Hēmithéa) et Parthénos (Παρθένος / Parthénos) : princesses de Naxos qui se jetèrent dans la mer pour échapper à la colère de leur père, transformées en demi-déesses par Apollon
- Héraclès (Ἡρακλῆς / Hēraklês ; correspondant à l'Hercule latin) : héros célèbre pour ses douze travaux
- Ino (Ἰνώ / Inṓ) ou Leucothée (Λευκοθέα / Leukothéa) : Ino, princesse de Thèbes, devenue la déesse marine Leucothée, aidant les marins en détresse
- Lampsaque (Λαμψάκη / Lampsákē) : princesse bébryce semi-historique, honorée comme déesse pour son assistance aux Grecs
- Les Leucippides (Λευκιππίδες / Leukippídes) : épouses des Dioscures :
  - Hilaire (Ἱλάειρα / Hiláeira) : épouse de Castor
  - Phébé (Φοίβη / Phoíbē) : épouse de Pollux
- Mélicerte (Μελικέρτης / Melikértēs) ou Palémon (Παλαίμων / Palaímōn ; correspondant au Portunus latin) : mortel prince de Thèbes nommé Mélicerte, devenu dieu marin sous le nom de Palémon (avec sa mère, Ino), jeune dieu marin aidant les marins en détresse
- Minos (Μίνως / Mínōs) : ancien roi de Crète, juge du vote final, devenu juge des Enfers après sa mort
- Orithye (Ὠρείθυια / Ōreíthuia) : princesse athénienne enlevée par Borée, devenue déesse des rafales froides des montagnes
- Philonoé (Φιλονόη / Philonóē) : fille de Tyndare et Léda, rendue immortelle par Artémis
- Psyché (Ψυχή / Psukhḗ) : déesse de l'Âme

## Divinités par sujets

### Divinités agraires
- Agros : personnification du champ
- Carmé (Κάρμη / Kármē) : esprit crétois présidant au festival des moissons
- Carmanor (Καρμάνωρ / Karmánōr) : dieu crétois des moissons
- Chrysothémis (Χρυσόθεμις / Khrusóthemis) : déesse de la « coutume dorée », un festival des moissons ; fille de Déméter et de Carmanor
- Cyamites (Κυαμίτης / Kuamítēs) : dieu des haricots
- Déméter (Δημήτηρ / Dēmḗtēr ; correspondant à la Cérès latine) : déesse des céréales, de l'agriculture, de la moisson, de la fertilité, de la croissance et des aliments. Elle est la fille des Titans Cronos et Rhéa ainsi que la sœur d'Hadès, d'Héra, d'Hestia, de Poséidon et de Zeus et la mère de la déesse des enfers Perséphone[7].
- Despoina (Δέσποινα / Déspoina) : déesse des mystères et des saisons froides en Arcadie ; fille de Poséidon et de Déméter
- Dionysos (Διόνυσος / Diónusos ; correspondant au Bacchus latin, du grec Βάκχος / Bákkhos) : dieu de la vigne, du vin et de ses excès, des fêtes, de la folie, de l'ivresse, du théâtre, de l'extase, des excès, de la démesure, des orgies avinées et de la végétation sauvage. Il est le fils de Zeus, le roi des dieux et de Sémélé, une princesse mortelle ainsi que l'époux d'Ariane, la princesse de Crète[8].
- Eunostos (Εὔνοστος / Eúnostos) : déesse de la meule à grains
- Hestia (Ἑστία / Hestía ; correspondant à la Vesta latine) : déesse du foyer, de la maison et de la chasteté ; préside à la fabrication du pain. Elle est la fille des Titans Cronos et Rhéa ainsi que la sœur aînée de Déméter, d'Hadès, d'Héra, de Poséidon et de Zeus. Elle est l'une des trois déesses vierges avec Athéna et Artémis[13].
- Oinos : personnification du vin
- Opóra (Ὀπώρα / Opóra : personnification des fruits
- Perséphone (Περσεφόνη / Persephónē ; correspondant à la Proserpine latine) : fille de Zeus et de Déméter, reine des Enfers et épouse d'Hadès durant l'automne et l'hiver, déesse de la croissance et des moissons au printemps (elle prend alors le nom de Coré (Κόρη / Kórē))
- Philomélos (Φιλόμελος / Philómelos) : demi-dieu, inventeur du chariot et de la charrue, fils de Déméter et de Iasion
- Ploutos (Πλοῦτος / Ploûtos ; Plutus en latin) : dieu de la richesse, y compris agraire ; fils de Déméter et de Iasion

### Divinités allégoriques
La mythologie grecque a la particularité d'insérer fréquemment des personnifications d'idées ou de sentiments sous la forme de divinités dont le visage, le corps, ou les attributs correspondent au sentiment en question. Il s'agit généralement de divinités mineures, et elles n'apparaissent que dans les récits mythologiques dans lesquels il est question de sentiments marqués (Joie, Amour, Colère, Haine) :
- Achlys (Ἀχλύς / Akhlús) : esprit du brouillard de la mort, personnification de la tristesse et du malheur
- Adéphagie (Ἀδηφαγία / Adēphagía) : esprit de la satiété et de la gloutonnerie
- Adicie (Ἀδικία / Adikía) : déesse de l'injustice et des méfaits
- Aergie (Ἀεργία / Aergía) : esprit de l'oisiveté, de la paresse et de l'indolence
- Agôn (Ἀγών / Agṓn) : esprit du concours ; possède un autel à Olympie
- Alala (Ἀλαλά / Alalá) : déesse mineure personnifiant le cri de guerre
- Alastor (Ἀλάστωρ / Alástōr) : esprit des vendettas et de la vengeance
- Alètheia (Ἀλήθεια / Alḗtheia ; correspondant à la Veritas latine) : esprit de la vérité, de l'honnêteté et de la sincérité
- Les Algées (Ἄλγεα / Álgea) : esprits de la douleur et de la souffrance :
  - Achos (Ἄχος / Ákhos)
  - Ania (Ἀνία / Anía)
  - Lypé (Λύπη / Lúpē)
- Alcé (Ἀλκή / Alkḗ) : esprit de la prouesse et du courage
- Améchanie (Ἀμηχανία / Amēkhanía) : esprit de l'impuissance
- Les Amphilogues (Ἀμφιλογίαι / Amphilogíai) : esprits des conflits, du débat et des disputes
- Anaidéia (Ἀναίδεια / Anaídeia) : esprit de la cruauté, de l'effronterie et de l'absence de pitié
- Les Androctasies (Ἀνδροκτασίαι / Androktasíai) : esprits du massacre sur le champ de bataille
- Angélie (Ἀγγελία / Angelía) : esprit des messages, des nouvelles et des proclamations
- Apaté (Ἀπάτη / Apátē ; correspondant à la Fraus latine) : esprit de la tromperie, de la duplicité, de la fraude et de la duperie
- Aphélie (Ἀφέλεια / Aphéleia) : esprit de la simplicité
- Aphrodite (Ἀφροδίτη / Aphrodítē ; correspondant à la Vénus latine) : déesse de l'amour, de la beauté[1], de la séduction, des plaisirs et de la sexualité[2]. Certains auteurs, comme Hésiode, disent qu'Aphrodite est née du liquide séminal d'Ouranos (le Ciel) qui féconda la mer lorsque ses glandes génitales tombèrent dans l'eau. Hésiode interprète alors le nom d'Aphrodite comme signifiant « née de l'écume » ; mais d'autres, comme Homère, prétendent qu'elle est la fille de Zeus, le roi des dieux, et de la Titanide Dioné. Elle est l'épouse du plus laid des dieux Héphaïstos, elle est la maîtresse du dieu de la guerre Arès ainsi que la mère du dieu de l'amour Éros.
- Aporie (Ἀπορία / Aporía) : esprit de la difficulté, de la perplexité, de l'impuissance
- Les Arai (Ἀραί / Araí) : esprits des malédictions
- Arès (Ἄρης / Árēs ; correspondant au Mars latin) : dieu de la guerre sanglante, de la violence et de la destruction. Il est le fils de Zeus, le roi des dieux et de son épouse Héra ainsi que le frère d'Héphaïstos, d'Hébé et d'Ilithyie. Il est l'amant de la déesse de l'amour Aphrodite[4].
- Arété (Ἀρετή / Aretḗ) : esprit de la vertu, de l'excellence, de la moralité et de la bravoure
- Até (Ἄτη / Átē) : esprit de l'illusion, de la toquade, de la folie aveugle, de l'imprudence, de la ruine et de l'injustice.
- Athéna (Ἀθηνᾶ / Athēnâ ; correspondant à la Minerve latine) : déesse de l'intelligence, de l'habileté, de la stratégie guerrière, de l'artisanat et de la sagesse, et protectrice d'Athènes. Associée à l'art du tissage, elle est la fille de Zeus, le roi des dieux, et de la titanide Métis, sa première épouse. Elle est l'une des trois déesses vierges avec Hestia et Artémis[6].
- Bia (Βία / Bía) : esprit de la force, de la puissance, de la force physique et de la compulsion
- Caerus (Καιρός / Kairós) : esprit de l'opportunité
- Coalémos (Κοάλεμος / Koálemos) : esprit de la stupidité
- Coros (Κόρος / Kóros ; correspondant à la Satiété latine) : esprit de l'excès
- Déimos (Δεῖμος / Deîmos) : esprit de la peur, de la crainte et de la terreur
- Dicaeosyne (Δικαιοσύνη / Dikaiosúnē) : esprit de la justice et de la rectitude
- Dicé (Δίκη / Díkē) : esprit de la justice, du jugement juste et des droits établis par coutume et loi ; peut-être représentant la croissance au printemps
- Dolos (Δόλος / Dólos) : esprit de la tromperie, de la supercherie rusée
- Dysnomie (Δυσνομία / Dusnomía) : esprit de l'illégalité et de la constitution civile médiocre
- Dyssébéia (Δυσσέβεια / Dussébeia) : esprit de l'impiété
- Édos (Αἰδώς / Aidṓs ; correspondant à la Vergogne latine) : esprit de la décence, de la révérence et du respect
- Écéchéirie (Ἐκεχειρία / Ekekheiría) : esprit de l'armistice et de la fin des hostilités ; honorée aux Jeux olympiques
- Éiréné ou Irène (Εἰρήνη / Eirḗnē) : esprit de la paix, déesse du printemps
- Eirésione ou Irésione (Εἰρεσιώνη / Eisiṓnē), personnification d’une branche portée en procession dans de nombreux rituels et cérémonies grecs
- Éléos (Ἔλεος / Éleos ; correspondant à la Misericordia latine) : esprit de la pitié et de la compassion
- Elpis (Ἐλπίς / Elpís, correspondant à la Spes latine) : esprit de l'espérance et des attentes
- Épiphron (Ἐπίφρων / Epíphrōn) : esprit de la prudence, de la perspicacité, de la prévenance et de la sagacité
- Éris (Ἔρις / Éris ; correspondant à la Discorde latine) : déesse de la discorde, du conflit et de la rivalité
- Les Érotes (Ἔρωτες / Érōtes) :
  - Antéros (Ἀντέρως / Antérōs) : dieu de l'amour réciproque, ou de la haine et de l'aversion.
  - Éros (Ἔρως / Érōs ; correspondant au Cupidon latin) : dieu de l'amour et de l'acte sexuel ; surgit de Chaos, ou fils d'Aphrodite et de Arès (origine variant d'un texte à l'autre, les deux Éros parfois vus comme distincts)[20].
  - Hédylogos (Ἡδύλογος / Hēdúlogos) : dieu de la flatterie
  - Himéros (Ἵμερος / Hímeros) : dieu du désir sexuel
  - Pothos (Πόθος / Póthos) : dieu de l'envie et du désir sexuels
- Ésa (Αἴσα / Aísa) : personnification du sort et du destin
- Eukléia (Εὔκλεια / Eúkleia) : esprit de la bonne réputation et de la gloire
- Eulabéia (Εὐλάβεια / Eulábeia) : esprit de la discrétion, de la prudence et de la circonspection
- Eunomie (Εὐνομία / Eunomía) : déesse de l'ordre et de la conduite respectueuse de la loi, esprit de l'ordre juste, déesse printanière des pâturages verts
- Euphémé (Εὐφήμη / Euphḗmē) : esprit des mots de bon augure, de l'acclamation, de l'éloge, des applaudissements et des cris de triomphe
- Eupraxie (Εὐπραξία / Eupraxía) : esprit du bien-être
- Eusébie (Εὐσέβεια / Eusébeia ; correspondant à la Pietas latine) : esprit de la piété, de la loyauté, du devoir et du respect filial
- Euthénie (Εὐθενία / Euthenía ; correspondant à l'Abondance latine) : esprit de la prospérité, de l'abondance et de la profusion
- Gélos (Γέλως / Gélōs) : esprit du rire
- Géras (Γῆρας / Gêras) : esprit de vieil âge
- Harmonie (Ἁρμονία / Harmonía ; correspondant à la Concorde latine) : déesse de l'harmonie et de la concorde
- Hébé (Ἥβη / Hḗbē ; correspondant à la Juventas latine) : déesse de la jeunesse
- Hédoné (Ἡδονή / Hēdonḗ ; correspondant à la Voluptas (Volupté) latine) : esprit du plaisir et de la volupté
- Heimarméné (Εἱμαρμένη / Heimarménē) : personnification du lot destiné
- Homados (Ὅμαδος / Hómados) : esprit du tumulte de la bataille
- Homonoia (Ὁμόνοια / Homónoia) : esprit de la concorde, de l'unanimité et de l'unité d'esprit
- Horcos (Ὅρκος / Hórkos) : esprit des serments
- Hormê (Ὁρμή / Hormḗ) : esprit de l'élan, de l'enthousiasme, du fait de se mettre en mouvement et de commencer une action
- Hybris (Ὕβρις / Húbris) : esprit du comportement outrancier
- Hypnos (Ὕπνος / Húpnos ; correspondant au Somnus latin) : dieu du sommeil, fils de Nyx, frère de Thanatos et Moros[22].
- Les Hysmines (Ὑσμῖναι / Husmînai) : esprits du combat
- Ioké (Ἰωκή / Iōkḗ) : esprit de la poursuite au combat
- Kairos (Καιρός / Kairós) : dieu ailé de l'opportunité, esprit du bon acte au bon moment
- Kakia (Κακία / Kakía) : esprit du vice et de la mauvaise morale
- Kalokagathie (Καλοκαγαθία / Kalokagathía) : esprit de la noblesse
- Les Kères (Κῆρες / Kêres) : esprit de la mort violente ou cruelle
- Kratos (Κράτος / Krátos) : esprit de la force, de la puissance et du règne souverain
- Kydoimos (Κυδοιμός / Kudoimós) : esprit de tumulte de la bataille et du vacarme
- Léthé (Λήθη / Lḗthē) : fleuve de l'oubli ; esprit de la distraction de l'oubli
- Limos (Λιμός / Limós, correspondant à la Fames latine) : esprit de la faim et de la famine
- Les Lites (Λιταί / Litaí) : esprits de la prière
- Lyssa (Λύσσα / Lússa ; correspondant à l'Ira latine) : esprit de la rage et de la furie
- Les Makhai (Μάχαι / Mákhai) : esprits du combat
- Mania (Μανία / Manía) : esprit (ou esprits) de la folie
- Méthé (Μέθη / Méthē ; correspondant à l'Ebrietas latine) : nymphe de l'ivresse
- Les Moires (Μοίραι / Moírai ; correspondant aux Parques latines) :
  - Clotho (Κλωθώ / Klōthṓ ; correspondant à la Parque Nona latine) : la Fileuse
  - Lachésis (Λάχεσις / Lákhesis ; correspondant à la Parque Decima latine) : la Répartitrice
  - Atropos (Άτροπος / Átropos ; correspondant à la Parque Morta latine) : l'Implacable
- Momos (Μῶμος / Mômos) : esprit de la raillerie, du blâme, de la censure et de la critique cinglante
- Moros (Μόρος / Móros ; correspondant au Fatum latin) ou Oléthros (Ὄλεθρος / Ólethros) : dieu du destin fatal, de la fatalité, ou de la mort brutale ; fils de Nyx, frère de Hypnos et de Thanatos.
- Les Neiké (Νείκη / Neíkē) : esprits des querelles et des griefs
- Némésis (Νέμεσις / Némesis ; correspondant à l'Invidia latine) : déesse de la vengeance, de l'équilibre, de l'indignation légitime et de la rétribution
- Niké (Νίκη / Níkē ; correspondant à la Victoria latine) : déesse de la victoire
- Nomos (Νόμος / Nómos) : esprit de la loi
- Oizys (Ὀϊζύς / Oïzús ; correspondant à la Miseria latine) : esprit de l'infortune et du malheur
- Les Oneiroi (Ὄνειροι / Óneiroi) : esprits des rêves
  - Épialès (Ἐπιάλης / Epiálēs) : esprit des cauchemars
  - Morphée (Μορφεύς / Morpheús) : dieu des rêves, qui prend forme humaine
  - Phantasos (Φάντασος / Phántasos)
  - Phobétor (Φοβήτωρ / Phobḗtōr) : esprit des cauchemars, qui prend forme animale
- Palioxis (Παλίωξις / Palíōxis) : esprit de la fuite et de la retraite en combat
- Paregoros (Παρηγορος / Parêgoros ; correspondant à la Consolatio latine) : esprit de la consolation, du réconfort et des paroles apaisantes
- Péitharchie (Πειθαρχία / Peitharkhía) : esprit de l'obéissance
- Péitho (Πειθώ / Peithṓ ; correspondant à la Suadela latine) : esprit de la persuasion et de la séduction
- Pénia (Πενία / Penía) : esprit de la pauvreté et du besoin
- Penthos (Πένθος / Pénthos ; correspondant au Luctus latin) : esprit du chagrin, de la douleur et de la lamentation
- Pépromène (Πεπρωμένη / Peprōménē) : personnification du lot destiné, similaire à Heimarméné
- Phébé (Φοίβη / Phoíbē) : Titanide de l'intellect et des prophéties, sœur et épouse de Céos ; mère de Léto et d'Astéria.
- Phémé (Φήμη / Phḗmē ; correspondant à la Fama latine) ou Renommée : esprit de la rumeur et des ragots
- Philophrosyne (Φιλοφροσύνη / Philophrosúnē) : esprit de la bienveillance, de la bonté et de la bienvenue
- Philotès (Φιλότης / Philótēs) : esprit de l'amitié, de l'affection et du rapport sexuel
- Phobos (Φόβος / Phóbos ; correspondant au Timor latin) : esprit de la peur panique, de la fuite et de la déroute
- Les Phonoi (Φόνοι / Phónoi) : esprits du meurtre, de l'assassinat et du massacre
- Phriké (Φρίκη / Phríkē ; correspondant à l'Horror latine) : esprit de l'horreur et de la peur
- Phtonos (Φθόνος / Phthónos) : esprit de l'envie et de la jalousie
- Pistis (Πίστις / Pístis) : esprit de la confiance, de l'honnêteté et de la bonne foi
- Poiné (Ποίνη / Poínē) : esprit de la rétribution, de la vengeance, de la récompense, de la sanction et du châtiment pour le meurtre
- Polémos (Πόλεμος / Pólemos ; correspondant au Bellum latin) : personnification de la guerre
- Ponos (Πόνος / Pónos) : esprit du travail et du labeur
- Poros (Πόρος / Póros) : esprit de l'opportunité, du complot et de la technique
- Praxidice (Πραξιδίκη / Praxidíkē) : esprit de la justice exigeante
- Proioxis (Προίωξις / Proíōxis) : esprit de la ruée et la poursuite au combat
- Prophasis (Πρόφασις / Próphasis) : esprit des excuses et requêtes
- Les Pseudologues (Ψευδολόγοι / Pseudológoi) : esprits des mensonges
- Ptochéia (Πτωχεία / Ptōkheía) : esprit de la mendicité
- Sôter (Σωτήρ / Sōtḗr) : esprit masculin de la sécurité, de la préservation et de la délivrance du mal
- Soteria (Σωτηρία / Sōtēría) : esprit féminin de la sécurité, de la préservation et de la délivrance du mal
- Sophrosyne (Σωφροσύνη / Sōphrosúnē) : esprit de la modération, de la maîtrise de soi, de la tempérance, de la retenue et de la discrétion
- Techné (Τέχνη / Tékhnē) : personnification des arts et des compétences
- Thanatos (Θάνατος / Thánatos ; correspondant au Mors latin) : dieu de la mort naturelle et de la mortalité, ministre de l'hadès ; frère de Hypnos et de Moros. Fils de Nyx.
- Thrasos (Θράσος / Thrásos) : esprit de l'audace
- Thysa (Θυσα / Thusa) : esprit de la frénésie bacchique
- Tyché (Τύχη / Túkhē ; correspondant à la Fortuna latine) : déesse de la chance, de la providence et du destin
- Zélos (Ζῆλος / Zêlos) : esprit de la rivalité ardente, de l'émulation, de l'envie, de la jalousie et du zèle

### Divinités célestes
- Achéloïs (Ἀχελωΐς / Akhelōḯs) : déesse mineure de la lune
- Alectrona (Αλεκτρονα / Alektrona) ou Électryone (Ἠλεκτρυώνην / Ēlektruṓnē) : déesse solaire du matin ou du réveil
- Les Anémoi (Ἄνεμοι / Ánemoi, correspondant aux Venti latins), dieux des vents :
  - Borée (Βορέας / Boréas ; correspondant à l'Aquilon latin) : dieu du vent du nord et de l'hiver
  - Euros (Εύρος / Eúros ; correspondant au Volturnus latin) : dieu du vent de l'est ou du sud-est et de l'automne
  - Notos (Νότος / Nótos ; correspondant à l'Auster latin) : dieu du vent du sud et de l'été
  - Zéphyr (Ζέφυρος / Zéphuros ; correspondant au Favonius latin) : dieu du vent de l'ouest et du printemps
  - Aparctias (Απαρκτίας / Aparktías) : autre vent du nord
  - Apéliote  ou Aphéliote (Αφηλιώτης / Aphēliṓtēs ; correspondant au Subsolanus latin) : dieu du vent de l'est (quand Euros est considéré comme le sud-ouest)
  - Argeste (Αργέστης / Argéstēs) : autre nom pour le Vent de l'ouest ou du nord-ouest
  - Cécias (Καικίας / Kaikías ; correspondant au Caecius latin) : dieu du vent du nord-est
  - Circios (Κίρκιος) ou Thrascias (Θρασκίας / Thraskías) : dieu du vent du nord-nord-ouest
  - Euronotos (Ευρονότος / Euronótos) : dieu du vent du sud-est
  - Lips (Λίψ / Líps ; correspondant à l'Afer ou à l'Africus latin) : dieu du vent du sud-ouest
  - Sciron (Σκείρων / Skeírōn) : dieu du vent du nord-ouest
  - Iapyx (Ἰάπυξ / Iápux ; corresponfant au Caurus latin) : dieu local du vent qui souffle de l'ouest-nord-ouest à l'extrémité sud de la mer Adriatique, entre l'Italie et la Grèce
- Apollon (Ἀπόλλων / Apóllōn ; correspondant au Phébus latin, du grec Φοῖβος / Phoíbos) : dieu de la lumière, du soleil, de la musique, des arts, des soins, de la guérison et de la médecine, des prophéties, de la poésie, de la pureté, des sports et de la beauté. Il est le fils de Zeus, le roi des dieux et de la titanide Léto ainsi que le frère jumeau d'Artémis et le père du dieu de la médecine Asclépios[3].
- Arcé (Άρκη / Árkē) : messagère des titans ; sœur jumelle d'Iris
- Artémis (Ἄρτεμις / Ártemis ; correspondant à la Diane latine) : déesse de la chasse, des étendues sauvages, des animaux, des jeunes filles (mais plus généralement des jeunes enfants). Associée plus tardivement à la Lune, elle est la fille de Zeus, le roi des dieux, et de la titanide Léto, ainsi que la sœur jumelle d'Apollon[5]. Elle est l'une des trois déesses vierges avec Hestia et Athéna.
- Astréos (Ἀστραῖος / Astraîos) : Titan, dieu du crépuscule, des étoiles, des planètes et de l'astrologie
- Les Astra Planetoi (Αστρα Πλανετοι / Astra Planetoi), dieux des étoiles errantes, les planètes :
  - Éosphoros (Ἑωσφόρος / Eōsphóros ; correspondant au Lucifer latin) : dieu de Vénus, l'étoile du matin
  - Hespéros (Ἓσπερος / Hésperos ; correspondant au Vesper latin) : dieu de Vénus, l'étoile du soir
  - Pyroeis (Πυρόεις / Puróeis) : dieu de Mars[28]
  - Phaéton (Φαέθων / Phaéthōn) : dieu de Jupiter
  - Phaénon (Φαίνων / Phaínōn) : dieu de Saturne
  - Stilbon (Στιλβών / Stilbṓn) : dieu de Mercure
- Les Aurai (Αὖραι / Aûrai) : nymphes de la brise rafraîchissante
  - Aura (Αὖρα / Aûra) : Titanide déesse de la brise et de l'air frais du petit matin.
- Chaos (Χάος / Kháos) : Vide d'où tout le reste provient, entité primordiale, la première à être apparue[17].
- Chioné (Χιόνη / Khiónē) : déesse de la neige ; fille de Borée
- Céos (Κοῖος / Koîos) : Titan de l'intellect, des constellations et de l'axe du ciel autour duquel les constellations tournent ; frère et époux de Phébé, père de Léto et d'Astéria.
- Crios (Κρεῖος / Kreîos) : Titan de l'astronomie, le moins individualisé des douze Titans, époux d'Eurybie, et père d'Astréos, Pallas et Persès ;
- Éole (Αίολος / Aíolos) : dieu des vents, père d'Arcos, et désigné par Zeus pour être le régisseur des vents
- Éos (Ἠώς / Ēṓs ; correspondant à l'Aurore latine) : Titanide, déesse de l'aurore, fille d'Hypérion.
- Éther (Αἰθήρ / Aithḗr) : dieu de l'air et de la lumière céleste, fils de Nyx et d'Érèbe et frère d'Héméra.
- Les Harpies (Ἅρπυιαι / Hárpuiai), esprits ailés des rafales de vent soudaines :
  - Aello (Ἀελλώ / Aellṓ)
  - Céléno (Κελαινώ / Kelainṓ)
  - Nicothoé (Νικοθόη / Nikothóē)
  - Ocypète (Ὠκυπέτη / Ōkupétē)
  - Podarge ou Podargé (Ποδάργη / Podárgē)
- Hécate (Ἑκάτη / Hekátē ; correspondant à la Trivia latine) : déesse de la magie, de la nuit, de la lune, des fantômes et de la nécromancie
- Hélios (Ἥλιος / Hḗlios ; correspondant au Sol latin) : Titan, dieu du soleil et gardien des serments
- Héméra (Ἡμέρα / Hēméra) : déesse de la lumière terrestre du jour et du soleil, fille de Nyx et d'Érèbe, sœur d'Éther.
- Héra (Ἥρα / Hḗra ; correspondant à la Junon latine) : reine des cieux, déesse de l'air, des constellations, du mariage, de la fidélité, des femmes, des familles, de l'accouchement, des rois et des empires. Elle est la fille des Titans Cronos et Rhéa ainsi que la sœur de Déméter, d'Hadès, d'Hestia, de Poséidon et de Zeus, dont elle est également l'épouse[11].
- Hersé (Ἕρση / Hérsē) : déesse de la rosée du matin
- Les Hespérides (Ἑσπερίδες / Hesperídes) : quatre nymphes du couchant :
  - Aréthuse (Ἀρετούσα / Aretoúsa) : fille de Nérée, transformée en fontaine
  - Érythie (Ἐρύθεια / Erútheia)
  - Hespérie (Ἑσπερία / Hespería)
  - Églé (Αἴγλη / Áiglē)
- Les Hyades (Ὑάδες / Huádes) : nymphes représentant un amas d'étoiles de la constellation du Taureau, associés à la pluie
- Hypérion (Ὑπερίων / Huperíōn) : Titan de la lumière ; frère et époux de Théia, père d'Hélios (le Soleil), de Séléné (la Lune) et d'Éos (l'Aurore)[24].
- Iris (Ἶρις / Îris) : déesse de l'arc-en-ciel, messagère divine
- Japet (Ἰαπετός / Iapetós) : Titan de la mortalité et de l'Ouest ; époux de Clymène, père de Prométhée, Épiméthée, Ménétios et Atlas.
- Les Néphélées (Νεφήλαι / Nephḗlai) : nymphes des nuages
- Ouranos (Οὐρανός / Ouranós ; correspondant au Cœlus latin, devenu Uranus) : dieu primordial des cieux, père des Titans. Fils et mari de Gaïa.
- Pandia (Πανδία / Pandía) : fille de Séléné et Zeus
- Les Pléiades (Πλειάδες / Pleiádes), déesses de l'amas des Pléiades :
  - Alcyone (Ἁλκυόνη / Alkuónē)
  - Astérope (Στερόπη / Sterópē)
  - Céléno (Κελαινώ / Kelainṓ)
  - Électre (Ἠλέκτρα / Ēléktra)
  - Maïa (Μαία / Maía)
  - Mérope (Μερόπη / Merópē)
  - Taygète (Ταϋγέτη / Taügétē)
- Séléné (Σελήνη / Selḗnē ; correspondant à la Luna latine) : Titanide, déesse de la lune, fille d'Hypérion et sœur d'Hélios, le Soleil.
- Théia (Θεία / Theía) : Titanide de la vue et de la lumière brillante du ciel bleu ; sœur et épouse d'Hypérion, mère d'Hélios, de Séléné et d'Éos.
- Zeus (Ζεύς / Zeús ; correspondant au Jupiter latin) : roi des dieux, dieu du ciel, des nuages, de la pluie, du tonnerre, des éclairs et de la foudre. Il est le fils des Titans Cronos et Rhéa ainsi que le frère de Déméter, d'Hadès, de Poséidon, d'Hestia et d'Héra dont il est également l'époux[15].

### Divinités chthoniennes
- Amphiaraos (Ἀμφιάραος / Amphiáraos) : héros de la guerre des Sept contre Thèbes, esprit oraculaire après sa mort
- Angélos (Ἄγγελος / Ángelos) : fille de Zeus et Héra devenue une déesse mineure des enfers, également assimilée à Hécate
- Ascalaphe (Ἀσκάλαφος / Askálaphos) : fils d'Achéron et Orphné, s'occupe des vergers des enfers avant d'être transformé en chouette par Déméter
- Ceuthonyme (Κευθόνυμος / Keuthónumos) : esprit des enfers ; père de Ménoitès
- Charon (Χάρων / Khárōn) : passeur d'Hadès, des Enfers
- Cronos (Κρόνος / Krónos ; correspondant au Saturne latin) : roi destitué des Titans, frère et époux de Rhéa, père de Zeus, de Poséidon, d'Hadès, d'Héra, de Déméter et d'Hestia[23].
- Érèbe (Ἔρεβος / Érebos) : dieu primordial des ténèbres, surgit du Chaos. Époux de Nyx et père d'Héméra et Éther[19].
- Les Érinyes (Ἐρινύες / Erinúes ; correspondant aux Furies latines), déesses de la rétribution :
  - Alecto (Ἀληκτώ / Alēktṓ)
  - Tisiphone (Τισιφόνη / Tisiphónē)
  - Mégère (Μέγαιρα / Mégaira)
- Les fleuves des enfers :
  - Achéron (Ἀχέρων / Akhérōn) : fleuve de la douleur
  - Cocyte (Κωκυτός / Kōkutós) : fleuve des gémissements
  - Léthé (Λήθη / Lḗthē) : fleuve de l'oubli ; esprit de la distraction de l'oubli
  - Phlégéthon (Φλεγέθων / Phlegéthōn) : fleuve du feu
  - Styx (Στύξ / Stúx) : fleuve des serments
- Hadès (Ἅιδης / Háidēs ou ᾍδης / Háidēs ; correspondant au Pluton latin, du grec Πλούτων / Ploútōn) : roi du monde souterrain et des morts et dieu de la richesse cachée de la terre. Il est le fils des Titans Cronos et Rhéa ainsi que le frère de Déméter, d'Héra, d'Hestia, de Poséidon et de Zeus. Il est l'époux de sa nièce Perséphone[9].
- Hécate (Ἑκάτη / Hekátē ; correspondant à la Trivia latine) : déesse de la magie, de la nuit, de la lune, des fantômes et de la nécromancie
- Japet (Ἰαπετός / Iapetós) : Titan de la mortalité et de l'Ouest ; époux de Clymène, père de Prométhée, Épiméthée, Ménétios et Atlas.
- Les juges des morts :
  - Éaque (Αἰακός / Aiakós) : ancien roi d'Égine, juge des hommes d'Europe, devenu juge des Enfers après sa mort
  - Minos (Μίνως / Mínōs) : ancien roi de Crète, juge du vote final, devenu juge des Enfers après sa mort
  - Rhadamanthe (Ῥαδάμανθυς / Rhadámanthus) : ancien législateur, juge des hommes d'Asie
- Les Lampades (Λαμπάδες / Lampádes ; correspondant aux Avernales latines), nymphes des enfers, porteuses de torche :
  - Gorgyre (Γοργύρα / Gorgúra)
  - Orphné (Ὀρφνή / Orphnḗ ; correspondant à la Caligo latine)
- Macarie (Μακαρία / Makaría) : déesse de la mort bienheureuse ; fille d'Hadès et de Perséphone.
- Mélinoé (Μελινόη / Melinóē) : fille de Perséphone et Zeus, préside aux propitiations offertes aux fantômes des morts
- Ménoitès (Μενοίτης / Menoítēs) : esprit rassemblant le bétail de l'hadès
- Nyx (Νύξ / Núx ; correspondant à la Nox latine) : déesse primordiale de la nuit, première à surgir du Chaos primordial.
- Perséphone (Περσεφόνη / Persephónē ; correspondant à la Proserpine latine) : fille de Zeus et de Déméter, reine des Enfers et épouse d'Hadès durant l'automne et l'hiver, déesse de la croissance et des moissons au printemps (elle prend alors le nom de Coré (Κόρη / Kórē))
- Tartare (Τάρταρος / Tártaros) : dieu primordial de la partie la plus sombre et la plus profonde des enfers, puits sombre de l'hadès : le Tartare. Père de Typhon.
- Thanatos (Θάνατος / Thánatos ; correspondant au Mors latin) : dieu de la mort naturelle et de la mortalité, ministre de l'hadès ; frère de Hypnos et de Moros. Fils de Nyx.

### Divinités marines
- Amphitrite (Αμφιτρίτη / Amphitrítē ; correspondant à la Salacie latine) : néréide et épouse de Poséidon
- Benthésicymé (Βενθεσικύμη / Benthesikúmē) : fille de Poséidon, résidant en Éthiopie
- Brizo (Βριζώ / Brizṓ) : déesse patronne des marins, envoyant des rêves prophétiques
- Céto (Κῆτώ / Kē̂tṓ) : déesse des dangers de l'océan et des monstres marins
- Charybde (Χάρυϐδις / Khárubdis) : fille de Poséidon et de Gaïa, changée en gouffre marin par Zeus
- Cymopolée (Κυμοπόλεια / Kumopóleia) : fille de Poséidon, mariée au Géant Briarée
- Égéon (Αἰγαίων / Aigaíōn) ou Briarée (Βριάρεως / Briáreōs) : le vigoureux, dieu des tempêtes marines violentes, allié des titans ou des olympiens suivant les versions.
- Glaucos (Γλαῦκος / Glaûkos) : pécheur, rendu immortel après avoir avalé une herbe magique
- Les Gorgones (Γοργόνες / Gorgónes) :
  - Euryale (Εὐρυάλη / Euruálē)
  - Méduse (Μέδουσα / Médousa)
  - Sthéno (Σθεννώ / Sthennṓ)
- Les Grées (Γραῖαι / Graîai), trois ancien esprits marins personnifiant l'écume blanche de la mer :
  - Dino (Δεινώ / Deinṓ)
  - Ényo (Ἐνυώ / Enuṓ)
  - Pemphrédo (Πεμφρεδώ / Pemphredṓ)
- Hydros (Ὑδρος / Hudros) : dieu primordial des eaux
- Les Ichtyocentaures (Ἰχθυοκένταυροι / Ikhthuokéntauroi) : couple de dieux marins au buste d'homme et au corps de cheval se terminant en queue de poisson :
  - Aphros (Άφρός / Aphrós) : l'écume marine
  - Bythos (Βύθος / Búthos) : les profondeurs marines
- Idothée (Ειδοθέα / Eidothéa) : nymphe marine, fille de Protée
- Ino (Ἰνώ / Inṓ) ou Leucothée (Λευκοθέα / Leukothéa) : Ino, princesse de Thèbes, devenue la déesse marine Leucothée, aidant les marins en détresse
- Les Néréides (Νηρηίδες / Nērēídes), nymphes marines au nombre d'une cinquantaine, dont :
  - Amphitrite (Αμφιτρίτη / Amphitrítē ; correspondant à la Salacie latine) : néréide et épouse de Poséidon
  - Aréthuse (Ἀρετούσα / Aretoúsa) : fille de Nérée, transformée en fontaine
  - Galène (Γαλήνη / Galḗnē) : déesse des mers calmes
  - Psamathée (Ψαμάθη / Psamáthē) : déesse des plages de sable
  - Thétis (Θέτις / Thétis) : cheffe des néréides, préside au frai de la vie marine
- Nérée (Νηρέας / Nēréas) : le vieil homme de la mer, dieu des riches pêches marines
- Nérite (Νερίτης / Nerítēs) : esprit marin transformé en coquillage par Aphrodite
- Océan (Ὠκεανός / Ōkeanós) : Titan des fleuves, de la mer et des océans, dieu du fleuve Océan. Frère et époux de Téthys, père des 3 000 Fleuves et des 3 000 Océanides
- Mélicerte (Μελικέρτης / Melikértēs) ou Palémon (Παλαίμων / Palaímōn ; correspondant au Portunus latin) : mortel prince de Thèbes nommé Mélicerte, devenu dieu marin sous le nom de Palémon (avec sa mère, Ino), jeune dieu marin aidant les marins en détresse
- Pallas (Παλλάς / Pallás) : naïade, fille de Triton, compagne de jeu d'Athéna
- Phorcys (Φόρκυς / Phórkus) : dieu des dangers cachés des profondeurs
- Pontos (Πόντος / Póntos) : dieu primordial de la mer, père des poissons et des autres créatures marines. Fils de Gaïa.
- Poséidon (Ποσειδῶν / Poseidôn ; correspondant au Neptune latin) : dieu de la mer, des navigateurs, des inondations, des tremblements de terre et des séismes, créateur des chevaux, roi de ma mer et des dieux marins. Il est le fils des Titans Cronos et Rhéa ainsi que le frère de Déméter, d'Hadès, d'Héra, d'Hestia et de Zeus et l'époux de la Néréide Amphitrite[14].
- Protée (Πρωτεύς / Prōteús) : vieux dieu marin, polymorphe, gardien des phoques de Poséidon
- Scylla (Σκύλλα / Skúlla) : déesse marine monstrueuse
- Les Sirènes (Σειρῆνες / Seirē̂nes), nymphes marines attirant les marins à leur perte avec leur voix :
  - Aglaopé (Άγλαόπη / Aglaópē)
  - Aglaophème (Άγλαοφήμη / Aglaóphḗmē)
  - Aglaophonos (Άγλαόφωνος / Aglaóphōnos)
  - Himérope (Ίμερόπη / Ímerópē)
  - Leucosie (Λευκοσία / Leukosía)
  - Ligie (Λιγεία / Ligeía)
  - Molpé (Μολπή / Molpḗ)
  - Parthénope (Παρθενόπη / Parthenópē)
  - Pisioné (Πεισιόνη / Peisiónē)
  - Raidné (Ραίδνη / Raídnē)
  - Télès (Τέλης / Télēs)
  - Thelchtérée (Θελχτήρεια / Thelkhtḗreia)
  - Thelxiépie (Θελξιέπεια / Thelxiépeia)
  - Thelxinoé (Θελξινόη / Thelxinóē)
  - Thelxiopé (Θελξιόπη / Thelxiópē)
- Les Telchines (Τελχῖνες / Telkhînes), esprits marins natifs de Rhodes :
  - Actéos (Άκταιος / Aktaios)
  - Argyron (Άργυρών / Argurṓn)
  - Atabyrios (Άταβύριος / Atabúrios)
  - Chalcon (Χαλκών / Khalkṓn)
  - Chryson (Χρυσών / Khrusṓn)
  - Damon (Δάμων / Damnōn) ou Démonax (Δημώναξ / Dēmṓnax)
  - Damnaméneus (Δαμναμενεύς / Damnameneús)
  - Déxithée (Δεξιθέα / Dexithéa) : mère d'Euxanthios par Minos
  - Lycos (Λύκος / Lúkos) ou Lyktos (Λύκτος / Lúktos)
  - Lysagora (Λυσαγόρα / Lusagóra)
  - Makelo (Μακελώ / Makelṓ)
  - Mégalésios (Μεγαλήσιος / Megalḗsios)
  - Mylas (Μύλας / Múlas)
  - Nicon (Νίκων / Níkōn)
  - Orménos (Ὄρμενος / Órmenos)
  - Scelmis (Σκελμις / Skelmis)
  - Simon (Σίμων / Símōn)
- Téthys (Τηθύς / Tēthús) : Titanide de l'eau, des rivières et des sources, sœur et épouse d'Océan ; mère des 3 000 Fleuves et des 3 000 Océanides, des cours d'eau, des sources, des fontaines et des nuages
- Thalassa (Θάλασσα / Thálassa, correspondant à la Mare latine) : esprit primordial de la mer, épouse de Pontos.
- Thaumas (Θαῦμας / Thaûmas) : dieu des merveilles marines
- Thoôsa (Θόωσα / Thóōsa) : déesse des forts courants
- Tritée (Τριτεῖα / Triteîa) : fille de Triton et compagne d'Arès
- Triton (Τρίτων / Trítōn) : fils et héraut de Poséidon
- Les Tritons (Τρίτωνες / Trítōnes) : esprits du cortège de Poséidon
- Les Tritonides (Τρίτωνιδες / Trítōnides) : nymphes marines, filles du dieu Triton

### Divinités liées à la médecine
- Acéso (Ἀκεσώ / Akesṓ) : déesse de la guérison des blessures
- Apollon (Ἀπόλλων / Apóllōn ; correspondant au Phébus latin, du grec Φοῖβος / Phoíbos) : dieu de la lumière, du soleil, de la musique, des arts, des soins, de la guérison et de la médecine, des prophéties, de la poésie, de la pureté, des sports et de la beauté. Il est le fils de Zeus, le roi des dieux et de la titanide Léto ainsi que le frère jumeau d'Artémis et le père du dieu de la médecine Asclépios[3].
- Asclépios (Ἀσκληπιός / Asklēpiós ; correspondant à l'Esculape latin) : médecin de Thessalie foudroyé par Zeus, par la suite rétabli par lui en le plaçant dans les cieux (constellation du Serpentaire ou Ophiuchus, traversé par le Soleil du 29 novembre au 18 décembre) ; dieu de la guérison
- Darrhon (Δάῤῥων / Darrhon) : daimôn guérisseur de Macédoine
- Églé (Αἴγλη / Aíglē) : déesse de la bonne santé radieuse
- Épione (Ἠπιόνη / Ēpiónē) : déesse de l'apaisement de la douleur
- Éros (Ἔρως / Érōs ; correspondant au Cupidon latin) : dieu de l'amour et de l'acte sexuel ; surgit de Chaos, ou fils d'Aphrodite et de Arès (origine variant d'un texte à l'autre, les deux Éros parfois vus comme distincts)[20].
- Hermaphrodite (Ἑρμάφρόδιτός / Hermáphróditós) : dieu de l'hermaphrodisme et des hommes efféminés
- Hygie (Υγεία / Hugeía ; correspondant à la Salus latine) : déesse de la propreté et de la bonne santé
- Iaso (Ἰασώ / Iasṓ ; correspondant à la Juturne latine) : déesse des remèdes et des modes de guérison
- Ilithyie (Εἰλείθυια / Eileíthuia ; correspondant à la Lucine latine) : déesse de l'accouchement
- Panacée (Πανάκεια / Panákeia) : déesse de la guérison
- Télesphore (Τελεσφόρος / Telesphóros) : dieu de la convalescence

### Divinités terrestres
- Etna (Αἴτνη / Aítnē) : déesse de l'Etna en Sicile
- Amphictyonis (Ἀμφικτυονίς / Amphiktuonís) : déesse du vin et de l'amitié entre les nations, forme locale de Déméter
- Anthéa (Ἄνθεια / Ántheia) : déesse de la végétation, des fleurs, des marais et des couronnes de fleurs
- les Anthousai (Ἀνθούσαι / Anthoúsai) : nymphes florales
- Aristée (Ἀρισταῖος / Aristaîos) : héros de Thessalie, ses inventions l'ont immortalisé comme dieu de l'apiculture, de la fabrication du fromage, des troupeaux, de la culture des olives et de la chasse
- Athéna (Ἀθηνᾶ / Athēnâ ; correspondant à la Minerve latine) : déesse de l'intelligence, de l'habileté, de la stratégie guerrière, de l'artisanat et de la sagesse, et protectrice d'Athènes. Associée à l'art du tissage, elle est la fille de Zeus, le roi des dieux, et de la titanide Métis, sa première épouse. Elle est l'une des trois déesses vierges avec Hestia et Artémis[6].
- Attis (Ἄττις / Áttis) : dieu de la végétation, époux de Cybèle
- Britomartis (Βριτόμαρτις / Britómartis) : déesse crétoise de la chasse et des filets de pêche, de la chasse aux oiseaux sauvages et du petit gibier
- Les Cabires (Κάβειροι / Kábeiroi), dieux ou esprits présidant aux Mystères de Lemnos et Samothrace :
  - Alcon (Ἀλκων / Alkōn)
  - Étnaios (Αἰτναῖος / Aitnaîos)
  - Eurymédon (Εὐρυμεδών / Eurumedṓn)
  - Onnes (Ὄννης / Ónnēs)
  - Tonnes (Τόννης / Tónnēs)
- Les Cercopes (Κέρκοπες / Kérkopes), paire de voleurs en Lydie :
  - Akmon (Ἀκμών / Akmṓn)
  - Passalos (Πάσσαλος / Pássalos)
- Chloris (Χλωρίς / Khlōrís ; correspondant à la Flore latine) : déesse des fleurs, femme de Zéphyr
- Comos (Κόμος / Kómos) : dieu des fêtes et des festivités
- Corymbos (Κόρυμβος / Kórumbos) : dieu du fruit du lierre
- Les Courètes (Κουρέτες / Kourétes) : gardiens de Zeus enfant sur le mont Ida, à peine distincts des Dactyles et des Corybantes
- Les Corybantes (Κορύβαντες / Korúbantes), danseurs vénérant Cybèle :
  - Cyrbas (Κύρβας / Kúrbas)
  - Damnéos (Δαμνεύς / Damneús)
  - Idéos (Ἰδαίος / Idaíos)
  - Okythoos (Ὠκύθοος / Ōkúthoos)
  - Prymnéus (Πρυμνεύς / Prumneús)
  - Pyrrhichos (Πυρῥιχος / Purrhikhos)
- Cybèle (Κυβέλη / Kubélē) : déesse phrygienne associée à Rhéa
- Les Dactyles (Δάκτυλοι / Dáktuloi), les « doigts », divinités mineures représentant à l'origine les doigts de la main :
  - Acmon (Ἀκμών / Akmṓn)
  - Celmis (Κελμις / Kelmis)
  - Damnaméneus (Δαμναμενεύς / Damnameneús)
  - Délas (Δήλας / Dḗlas)
  - Épimédès (Επιμήδης / Epimḗdēs)
  - Héraclès (Ἡρακλῆς / Hēraklễs) (à ne pas confondre avec le héros Héraclès)
  - Iasios (Ἰάσιος / Iásios)
  - Scythès (Σκύθης / Skúthēs)
  - Les compagnons de Cybèle :
    - Cyllénos (Κύλληνος / Kúllēnos)
    - Titias (Τιτίας / Titías)
- Dionysos (Διόνυσος / Diónusos ; correspondant au Bacchus latin, du grec Βάκχος / Bákkhos) : dieu de la vigne, du vin et de ses excès, des fêtes, de la folie, de l'ivresse, du théâtre, de l'extase, des excès, de la démesure, des orgies avinées et de la végétation sauvage. Il est le fils de Zeus, le roi des dieux et de Sémélé, une princesse mortelle ainsi que l'époux d'Ariane, la princesse de Crète[8].
- Les Dryades (Δρυάδες / Druádes) : nymphes des arbres et des forêts
- Gaïa (Γαῖα / Gaîa ; correspondant à la Tellus latine) : déesse primordiale de la terre ; elle surgit du Chaos originel, elle est la personnification de la terre, mère des Titans et des Géants, ainsi que des Hécatonchires et des premiers Cyclopes.[21]
- Les Épimélides (Ἐπιμελίδες / Epimelídes) : nymphes des pâturages des montagnes, protectrices des troupeaux de moutons
- Hadès (Ἅιδης / Háidēs ou ᾍδης / Háidēs ; correspondant au Pluton latin, du grec Πλούτων / Ploútōn) : roi du monde souterrain et des morts et dieu de la richesse cachée de la terre. Il est le fils des Titans Cronos et Rhéa ainsi que le frère de Déméter, d'Héra, d'Hestia, de Poséidon et de Zeus. Il est l'époux de sa nièce Perséphone[9].
- Les Hamadryades (Ἁμαδρυάδες / Amadruádes) : dryades des chênes
- Hécatéros (Ἑκάτερος / Hekáteros) : Titan, dieu de la danse rustique du même nom, l'hécatéris, danse utilisant rapidement les mains, ou peut-être de l'habileté des mains en général
- Héphaïstos (Ἥφαιστος / Hḗphaistos ; correspondant au Vulcain latin) : dieu difforme du feu, des forgerons, du travail du métal, des artisans et des volcans. Il est le fils de Zeus, le roi des dieux et de son épouse Héra, il est le frère d'Arès, d'Hébé et d'Ilithyie. Il est l'époux de la déesse de l'amour Aphrodite[10].
- Hermès (Ἑρμῆς / Hermês ; correspondant au Mercure latin) : dieu des troupeaux, des routes, des bornes frontières, du voyage, des communications, du commerce, des voleurs, de la ruse, de la langue, de l'écriture, de la diplomatie, messager des dieux. Il est le fils de Zeus, le roi des dieux et de la nymphe Maïa[12], une pléiade, ainsi que l'époux (selon certains auteurs) de la déesse de la persuasion Péitho. Il a également aidé son père (avec l'aide de Héphaistos) à vaincre une créature de la déesse Gaia lors de la guerre des dieux contre les titans.
- Les Heures (Ὧραι / Hôrai) :
  - Déesses de l'ordre naturel :
    - Dicé (Δίκη / Díkē) : esprit de la justice, du jugement juste et des droits établis par coutume et loi ; peut-être représentant la croissance au printemps
    - Éiréné ou Irène (Εἰρήνη / Eirḗnē) : esprit de la paix, déesse du printemps
    - Eunomie (Εὐνομία / Eunomía) : déesse de l'ordre et de la conduite respectueuse de la loi, esprit de l'ordre juste, déesse printanière des pâturages verts

  - Déesses de la croissance au printemps :
    - Auxo (Αὐξώ / Auxṓ) : déesse de la croissance
    - Carpo (Καρπώ / Karpṓ) : déesse des fruits de la terre
    - Thallo ou Thalatte (Θαλλώ / Thallṓ) : déesse des bourgeons, identifiée à Éiréné

  - Déesses du bien-être :
    - Euporie (Εὐπορίη / Euporíē) : l'abondance
    - Orthosie (Ὀρθοσίη / Orthosíē) : la prospérité
    - Phérousa (Φέρουσα / Phérousa) : celle qui fournit

  - Déesses des portions naturelles du temps et des heures de la journée :
    - Augé (Αὐγή / Augḗ) : première lumière du matin
    - Anatolé (Ἀνατολή / Anatolḗ) ou Anatolie (Ἀνατολία / Anatolía) : lever du soleil
    - Mousice (Μουσική / Mousikḗ) : heure matinale de la musique et de l'étude
    - Gymnasie (Γυμνασία / Gumnasía) : heure matinale de la gymnastique et de l'exercice
    - Nymphé (Νυμφή / Numphḗ) : heure matinale des ablutions
    - Mésembrie (Μεσημβρία / Mesēmbría) : midi
    - Spondé (Σπονδή / Spondḗ) : libations après le repas
    - Élété : prière, première des heures travaillées de l'après-midi
    - Acté (Ἀκτή / Aktḗ) ou Cypris (Κυπρίς / Kuprís) : restauration et plaisir, deuxième des heures travaillées de l'après-midi
    - Hespéris (Ἑσπερίς / Hesperís) : soir
    - Dysis (Δύσις / Dúsis) : coucher du soleil
    - Arctos (Ἄρκτος / Árktos) : ciel étoilé, constellation

  - Déesses des saisons :
    - Iar (Εἴαρ / Eíar) : printemps
    - Théros (Θέρος / Théros) : été
    - Pthinoporon (Φθινόπωρον / Phthinópōron) : automne
    - Chimon (Χειμών / Kheimṓn) : hiver
- Les Ménades (Μαινάδες / Mainádes ; correspondant aux Bacchantes latines), nymphes folles dans le cortège de Dionysos :
  - Méthé (Μέθη / Méthē ; correspondant à l'Ebrietas latine) : nymphe de l'ivresse
- Les Méliades (Μελίαι / Melíai ou Μελιάδες / Meliádes) : nymphes du miel et du frêne
- Les Naïades (Ναιάδες / Naiádes), nymphes de l'eau fraîche :
  - Daphné (Δάφνη / Dáphnē)
  - Métope (Μετώπη / Metṓpē)
  - Menthé (Μένθη / Ménthē) ou Minthé (Μίνθη / Mínthê)
- Les Nymphes hyperboréennes (Νύμφαι Ὑπερβόρειοι / Númphai Yperbóreioi), présidant au tir à l'arc :
  - Hékaerge (Ἑκαέργη / Hekaérgē) : la distance
  - Loxo (Λοξώ / Loxṓ) : la trajectoire
  - Oupis (Οὖπις / Oûpis) : la visée
- Les Océanides (Ὠκεανίδες / Ōkeanídes), nymphes des mers et des eaux fraîches :
  - Béroé (Βερόη / Beróē) : nymphe de Beyrouth, fille d'Aphrodite et Adonis
  - Calypso (Καλυψώ / Kalupsṓ)
  - Clytie (Κλυτίη / Klutíē)
  - Idyie (Ειδυια / Eiduia) : plus jeune des océanides
- Les Oréades (Ὀρεάδες / Oreádes), nymphes des montagnes :
  - Adrastée (Ἀδράστεια / Adrásteia) : fille d'Ananké et de Mélissé, ou épithète de Némésis ; protectrice de Zeus enfant
  - Écho (Ἠχώ / Ēkhṓ) : nymphe ne pouvant jamais parler, sauf pour répéter les mots des autres
- Les Ouréa (Oὔρεα / Oúrea) : dieux primordiaux des montagnes
- Les Paliques (Παλικοί / Palikoí) : deux dieux présidant aux geysers et aux sources thermales de Sicile
- Pan (Πάν / Pán ; correspondant au Faunus latin) : dieu des bergers, des pâturages et de la fertilité
- Perséphone (Περσεφόνη / Persephónē ; correspondant à la Proserpine latine) : fille de Zeus et de Déméter, reine des Enfers et épouse d'Hadès durant l'automne et l'hiver, déesse de la croissance et des moissons au printemps (elle prend alors le nom de Coré (Κόρη / Kórē))
- Poséidon (Ποσειδῶν / Poseidôn ; correspondant au Neptune latin) : dieu de la mer, des navigateurs, des inondations, des tremblements de terre et des séismes, créateur des chevaux, roi de ma mer et des dieux marins. Il est le fils des Titans Cronos et Rhéa ainsi que le frère de Déméter, d'Hadès, d'Héra, d'Hestia et de Zeus et l'époux de la Néréide Amphitrite[14].
- Les Potamoi (Ποταμοί / Potamoí), dieux-fleuves :
  - Achéloos (Αχέλους / Akhélous)
  - Acis (Ἄκις / Ákis)
  - Achéron (Ἀχέρων / Akhérōn) : fleuve de la douleur
  - Alphée (Ἀλφειός / Alpheiós)
  - Asopos (Ἀσωπός / Asōpós)
  - Asterion (Ἀστερίων / Asteríōn)
  - Caïque (Καικός / Kaikós) : le Bakırçay
  - Caÿstre (Καϋστρίος / Kaüstríos)
  - Cladeos (Κλάδεος / Kládeos)
  - Cocyte (Κωκυτός / Kōkutós) : fleuve des gémissements
  - Eurotas (Εὐρώτας / Eurṓtas)
  - Léthé (Λήθη / Lḗthē) : fleuve de l'oubli ; esprit de la distraction de l'oubli
  - Nilos (Νεῖλος / Neîlos) : le Nil
  - Pénée (Πηνειός / Pēneiós)
  - Phlégéthon (Φλεγέθων / Phlegéthōn) : fleuve du feu
  - Scamandre (Σκάμανδρος / Skámandros)
  - Styx (Στύξ / Stúx) : fleuve des serments
- Priape (Πρίαπος / Príapos) : dieu de la fertilité du jardin
- Rhéa (Ῥέα / Rhéa) : Titanide de la fertilité, de la maternité et des animaux, reine des montagnes sauvages ; sœur et première épouse de Cronos et mère de Zeus, Hadès, Poséidon, Héra, Déméter et Hestia.
- Les Satyres (Σάτυροι / Sáturoi ; correspondant aux Faunes latins), esprits de la fertilité :
  - Crotos (Κρότος / Krótos) : chasseur et musicien tenant compagnie aux Muses sur le mont Hélicon
- Silène (Σειληνός / Seilēnós) : ancien dieu de la danse du pressage du vin
- Télété (Τελέτη / Telétē) : déesse de l'initiation dans les orgies bachiques
- Zagreus (Ζαγρεύς / Zagreús) : dans les mystères orphiques, première incarnation de Dionysos

### Autres divinités
- Acratopotès (Ἀκρατοπότης / Akratopótēs) : dieu du vin non-mélangé
- Adrastée (Ἀδράστεια / Adrásteia) : fille d'Ananké et de Mélissé, ou épithète de Némésis ; protectrice de Zeus enfant
- Agdistis (Ἄγδιστις / Ágdistis) : divinité phrygienne hermaphrodite
- Alexiarès (Ἀλεξιάρης / Alexiárēs) et Anicétos (Ἀνίκητος / Aníkētos) : fils jumeaux d'Héraclès qui président à la défense des villes fortifiées et des citadelles
- Aphroditos (Ἀφρόδιτος / Aphróditos) : Aphrodite chypriote hermaphrodite
- Astrée (Ἀστραία / Astraía) : déesse vierge de la justice
- Les Charites (Χάριτες / Khárites ; correspondant aux Grâces latines), déesses du charme, de la beauté, de la nature, de la créativité humaine et de la fertilité :
  - Aglaé (Ἀγλαΐα / Aglaḯa) : déesse de la beauté, de la décoration, de la splendeur et de la gloire
  - Anthée (Ἄνθεια / Ántheia) : déesse de la végétation, des fleurs, des marais et des couronnes de fleurs
  - Calleis (Καλλείς / Kalleís) : « beauté »
  - Cléta (Κλήτα / Klḗta) : « la glorieuse »
  - Eudémonie (Εὐδαιμονία / Eudaimonía) : « bonheur »
  - Euphrosyne (Εὐφροσύνη / Euphrosúnē) : déesse de l'acclamation, de la joie, de l'hilarité et de la gaieté
  - Euthymie (Εὐθυμία / Euthumía) : « bonne humeur »
  - Hégémone (Ηγεμόνη / Ēgemónē) : « maîtrise »
  - Pandisie (Πανδαισία / Pandaisía) : « banquet pour tout le monde »
  - Pannychis (Παννυχίς / Pannukhís) : festivité « toute la nuit »
  - Pasithée (Πασιθέα / Pasithéa) : déesse du repos et de la relaxation
  - Phaenna (Φαέννα / Phaénna) : « la brillante »
  - Pidie (Παιδία / Paidía) : « jeu, amusement »
  - Thalie (Θάλεια / Tháleia) : déesse des célébrations festives et des banquets riches et luxueux
- Céraon (Κεραων / Keraōn) : demi-dieu du repas, spécifiquement le mélange du vin
- Chrysos (Χρύσος / Khrúsos) : esprit de l'or
- Circé (Κίρκη / Kírkē) : déesse-sorcière
- Les Daemones Ceramici (Δαίμονες Κεραμικοί / Daímones Keramikoí), cinq esprits malfaisants tourmentant le potier :
  - Asbetos (Ασβετος / Asbetos)
  - Omodamos (Ὀμόδαμος / Omódamos)
  - Syntribos (Σύντριβος / Súntribos)
  - Smaragos (Σμάραγος / Smáragos)
  - Sabactès (Σαβάκτης / Sabáktēs)
- Les Damia (Δαμία / Damía) : deux déesses de la fertilité locale
- Dipneus (Δειπνεύς / Deipneús) : demi-dieu de la préparation des repas, spécifiquement la fabrication du pain
- Enyalios (Ἐνυάλιος / Enuálios) : dieu mineur de la guerre
- Ényo (Ἐνυώ / Enuṓ ; correspondant à la Bellone latine) : déesse de la guerre destructive
- Harpocrate (Ἁρποκράτης / Harpokrátēs) : dieu du silence
- Hymen ou Hyménée (Ὑμέναιος / Huménaios) : dieu du mariage et des fêtes de mariage
- Ichnaea (Ιχναία / Ikhnaía) : déesse du pistage
- Irésioné (Εἰρεσιώνη / Eiresiṓnē) : personnification de la branche d'olivier
- Jynx (Ἴϋγξ / Íünx) : déesse de la séduction amoureuse
- Matton (Μάττων / Máttōn) : demi-dieu du repas, spécifiquement le pétrissage de la pâte[29]
- Mnémosyne (Μνημοσύνη / Mnēmosúnē ; correspondant à la Moneta latine) : Titanide de la mémoire et du souvenir ; amante de Zeus, mère des Muses.
- Les Muses (Μούσαι / Moúsai), déesses de la musique, de la chanson et de la danse, source d'inspiration des poètes :
  - Muses titaniennes, filles de Gaïa et Ouranos :
    - Aédé (Ἀοιδή / Aoidḗ) : muse de la chanson
    - Arché (Ἀρχή / Arkhḗ) : muse des origines
    - Mélété (Μελέτη / Melétē) : muse de la méditation et de la pratique
    - Mnémé (Μνήμη / Mnḗmē) : muse de la mémoire
    - Thelxinoé (Θελξινόη / Thelxinóē)

  - Muses olympiennes (Μούσαι / Moúsai ; correspondant aux Camènes latines), filles de Zeus et Mnémosyne :
    - Calliope (Καλλιόπη / Kalliópē) : muse de la poésie épique
    - Clio (Κλειώ / Kleiṓ) : muse de l'histoire
    - Érato (Ερατώ / Eratṓ) : muse de la poésie élégiaque et érotique
    - Euterpe (Εὐτέρπη / Eutérpē) : muse présidant à la musique
    - Melpomène (Μελπομένη / Melpoménē) : muse de la tragédie
    - Polymnie (Πολυμνία / Polumnía ou Πολύμνια) : muse de l'éloquence et de la rhétorique
    - Terpsichore (Τερψιχόρη / Terpsikhórē) : muse de la danse et de la poésie chorale
    - Thalie (Θάλεια / Tháleia) : muse de la comédie et de la poésie bucolique
    - Uranie (Ουρανία / Ouranía) : muse de l'astronomie

  - Jeunes Muses, filles d'Apollon :
    - Apollonis (Ἀπολλωνίς / Apollōnís)
    - Borysthenis (Βορυσθενίς / Borusthenís (ou fille de Borysthenes)
    - Céphisso (Κεφισσώ / Kephissṓ)
    - Hypaté (Ὑπάτη / Hupátē)
    - Mésé (Μέση / Mésē)
    - Nété (Νήτη / Nḗtē)

  - Polymathée (Πολυμάθεια / Polumátheia) : muse de la connaissance
- Palestre (Παλαίστρα / Palaístra) : déesse de la lutte
- Rhapso (Ραψώ / Rapsṓ) : nymphe ou déesse mineure dont le nom semble faire référence à la couture

## Divinités dans la philosophie grecque
Platon tient pour synonymes « divin » et « immortel ». Il définit un dieu par deux traits : bonté (donc irresponsabilité quant au mal) et perfection. Dès lors il classe comme dieux :
- les divinités, dieux traditionnels (Timée, 40d)
- les démons, « êtres sages et habiles » (Cratyle, 398b)
- les héros, « demi-dieux » (Cratyle, 398c)
- le Démiurge (Timée, 28-29, 30c, 32b)
- les astres, qui sont des dieux visibles (Cratyle, 397c ; Timée, 37d-40d).

« Il faut toujours représenter le dieu tel qu'il est… Le dieu est réellement bon… Le bon n'est pas la cause de toute chose, mais il est la cause des choses qui sont bonnes, il n'est pas la cause des maux… Le dieu, tout comme les choses qui concernent le dieu, est absolument parfait… Chacun des dieux, parce qu'il est le plus beau et le meilleur possible, demeure dans sa forme propre éternellement et absolument. (…) On a discuté, en effet, de la façon dont il faut parler des dieux, des démons, des héros et de ceux qui sont dans l'Hadès. (…) Il reste les législations les plus essentielles, les plus belles et les plus fondamentales de toutes. Lesquelles ? les législations relatives aux fondations des temples sacrés, aux sacrifices et à toutes les choses qui concernent le culte des dieux, des démons et des héros. »

— Platon, La République, II, 379-381, III, 392a, IV, 427b, trad. G. Leroux.
Chez Proclus on trouve sept classes divines :
- dieux intelligibles
- dieux intellectifs
- dieux hypercosmiques
- dieux encosmiques
- anges
- bons démons
- héros.

« Je prie les dieux intelligibles de m'accorder un intellect parfait ; les dieux intellectifs, une puissance élévatrice ; les dieux chefs de l'univers, qui sont au-delà du ciel, une activité détachée et séparée des connaissances matérielles ; les dieux qui ont reçu en lot le monde, une vie ailée ; les chœurs angéliques (toùs ayyelikoùs khoroùs), une révélation véridique des choses divines ; les bons démons, la plénitude de l'inspiration venant des dieux ; et enfin les héros, un état d'âme magnanime, grave et sublime. »

— Proclus, Commentaire sur le Parménide de Platon, Les Belles lettres, 2007, t. I, p. 2.